# Reaper - In missione per il Diavolo
Reaper - In missione per il Diavolo (Reaper) è una serie televisiva statunitense a metà strada tra la commedia e il fantastico, creata da Tara Butters e Michele Fazekas.

## Produzione
Reaper ha esordito il 25 settembre 2008 sul canale The CW con una prima stagione di tredici episodi. Visto il buon andamento fu ordinata una stagione completa di ventidue puntate; tuttavia, a causa dello sciopero degli sceneggiatori del 2007-2008, solo cinque episodi aggiuntivi ai primi furono realizzati, portando la prima stagione ad un totale di diciotto. Il 13 maggio 2008 il canale ha ordinato una seconda stagione di tredici episodi a partire dal 3 marzo 2009, ma il successivo 19 maggio la CW ha ufficialmente cancellato la serie.
Anthony Stewart Head e James Marsters, noti rispettivamente per l'interpretazione di Rupert Giles e Spike nella serie Buffy l'ammazzavampiri, hanno fatto un provino per il ruolo di Satana, che è stato infine assegnato a Ray Wise.

## Trama
Sam Oliver vive con la famiglia in un quartiere di Seattle. Il giovane, che al contrario del fratello è sempre stato trattato in modo malleabile dai genitori, ha lasciato il college e si è fatto assumere al "Work Bench", un grande magazzino di forniture per la casa, trascorrendo il suo tempo libero con gli amici, giocando ai videogiochi e provandoci con la collega Andi.
Il giorno del suo ventunesimo compleanno i genitori di Sam si comportano con lui in maniera particolarmente strana e lo stesso Sam sperimenta visioni infernali ed esperienze al limite dell'impossibile: a seguito di questo il padre gli rivela che diversi anni prima era molto malato e che, in cambio della guarigione, lui e la moglie avevano promesso il loro primogenito al Diavolo; nonostante la coppia volesse imbrogliare il demonio non avendo figli, il loro piano andò a rotoli quando quest'ultimo convinse il loro medico a mentire dicendo loro che non potevano avere figli in cambio di un aiuto con i suoi debiti di gioco.
Dopo averlo informato sul suo destino il Diavolo, che appare a Sam nelle vesti di un elegante uomo di mezza età di nome Jerry Belvedere, gli spiega che dovrà fargli da mietitore (reaper in inglese): il suo compito consiste nel riportare al loro posto le anime fuggite dall'Inferno usando i suoi nuovi poteri e servendosi dei "contenitori", oggetti di uso comune fatti a mano nelle viscere della perdizione e concepiti specificamente per ogni lavoro e recapitati a Sam in scatole di legno che riportano il famoso verso Lasciate ogni speranza, voi ch'entrate dell'Inferno dantesco.
Poiché Sam all'inizio è titubante, il Diavolo gli spiega che se si rifiutasse lui prenderebbe l'anima di sua madre e pertanto il giovane, convinto di agire per il bene rintracciando le anime cattive, accetta il suo destino. Con l'aiuto dei pazzi amici Sock e Ben, Sam inizia la sua nuova vita rintracciando le anime corrotte che cercano di fuggire dalla dannazione eterna.

## Personaggi
- Sam Oliver: è il protagonista della serie, il Reaper.
- Satana: il Diavolo in persona.
- Bert Wysocki: per gli amici "Sock", lavora con Sam e Ben al Work Bench e lo aiuta nelle sue missioni per conto del diavolo.
- Benjamin Gonzalez: soprannominato semplicemente "Ben", è l'altro migliore amico di Sam e anche lui lo accompagna nelle sue avventure.
- Andi Prendergast: è la ragazza di cui Sam è innamorato ma che, a causa del suo lavoro per il diavolo, non riesce ad avere. Lavora al Work Bench da quando suo padre è morto e inizialmente non conosce la situazione di Sam, scoprendola in seguito seguendo di nascosto il ragazzo e iniziando ad aiutare gli amici.
- Ted: è il capo di Sam al Work Bench. Non sopporta Sam e i suoi amici, considerandoli degli scansafatiche, e spesso è vittima dei loro scherzi.
- Josie: è la migliore amica di Andi nonché ex fidanzata di Sock. È un'avvocatessa e spesso incrocia Sam nelle sue missioni. Anche lei, come Andi, non conosce il vero lavoro del protagonista.
- Mr. Oliver: il padre di Sam.
- Ms. Oliver: la madre di Sam.
- Steve e Tony: coppia di demoni gay, sono i vicini di casa di Sam, Ben e Sock. Fanno parte di un movimento segreto di demoni che si vogliono ribellare al diavolo.
- Gladys: demonessa che lavora alla motorizzazione e spedisce all'Inferno i contenitori con le anime.
- Nina: uno dei demoni ribelli, nella seconda stagione diventa la ragazza di Ben.
- Morgan: uno dei tanti figli di Satana. È in competizione continua con Sam in quanto, al contrario del protagonista, vuole conquistare l'approvazione del padre e fa di tutto per assomigliargli.

## Episodi
| Stagione         | Episodi | Prima TV originale | Prima TV Italia |
| ---------------- | ------- | ------------------ | --------------- |
| Prima stagione   | 18      | 2007-2008          | 2008            |
| Seconda stagione | 13      | 2009               | 2009            |

La prima stagione è andata in onda in Italia sul canale satellitare Fox dal 15 maggio 2008 ogni giovedì alle 21.00 con un episodio settimanale, concludendosi l'11 settembre 2008. In chiaro ha esordito il 18 settembre 2008 su MTV sempre ogni giovedì alle 21:00 con un episodio a settimana (eccezion fatta per il 6 novembre, quando il telefilm non venne trasmesso a causa della diretta degli MTV Europe Music Awards; per recuperare il 25 dicembre vennero trasmesse due puntate), concludendosi il 22 gennaio 2009. Dal 23 giugno 2009 viene trasmessa la seconda stagione, sempre su Fox ogni martedì alle 21.10 con un episodio settimanale, mentre dall'8 ottobre 2009 al 14 gennaio 2010 viene trasmessa sul canale gratuito MTV il giovedì alle 22.00 con un episodio a settimana (eccezion fatta per il 5 novembre e il 17 dicembre, in cui MTV la sostituì rispettivamente con la diretta degli MTV Europe Music Awards e del Play to Stop: Europe for Climate).

## Sospensione e conclusione della serie
In un'intervista Michele Fazekas e Tara Butters hanno discusso di come sarebbe dovuta proseguire e finire Reaper: Sam, in realtà, non è figlio di Satana e suo padre non solo non ha venduto l'anima al Diavolo ma in realtà è lui stesso un demone, che in passato si era follemente innamorato della madre di Sam. I poteri di quest'ultimo, che si presentano in molti episodi, sono dati proprio dal fatto che è un mezzo demone (Steve, nell'ultimo episodio, gli dice infatti che è a metà tra bene e male): Satana teme la sua parte demoniaca, che potrebbe ostacolarlo se non addirittura ucciderlo, e per questo cerca in ogni modo di portarlo dalla parte del male.